# Château Grimaldi (Puyricard)

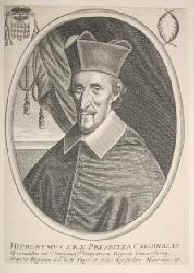
Girolamo Grimaldi-Cavalleroni (1597-1685), o responsável pela transformação do castelo arruinado de Puyricard num palácio episcopal.

O Château Grimaldi em Puyricard, próximo de Aix-en-Provence, é um palácio francês construído dentro das paredes arruinadas dum castelo quinhentista em tempos pertencente aos Arcebispos de Puyricard. A capela original do castelo permanece construída em estilo românico. Entre 1655 e 1685, o castelo serviu como residência do Cardeal Arcebispo Girolamo Grimaldi-Cavalleroni , o qual havia reconstruido o castelo que estivera em ruínas durante 70 anos, facto pelo qual o arruinado castelo é por vezes referido como palácio episcopal. O termo "palácio" aplicado a qualquer residência, independentemente do seu tamanho, não é habitualmente usado na Europa nos edifícios rurais não episcopais ).  
O primeiro castelo havia sido a sede ancestral dos Príncipes de Baux, dos quais passou para os Arcebispos de . Durante o século XVII o arcebispo em exercício Girolamo de Grimaldi teve os novos planos para para o restauro desenhados com base no Palazzo Farnese em Placência. A fachada principal foi dividida por pilastras, entre as quais se dizia existir 365 janelas. A construção do palácio, realizada entre 1657 e 1678, custou 2 milhões de livres, embora o edifício tenha durado pouco mais de 50 anos. Em 1709, o palácio foi demolido, tendo sobrevivido poucas das grossas paredes às explosões de pólvora necessárias para esse fim.
A actual estrutura construída dentro das paredes remonta a uma data posterior ao arruinado palácio, e embora seja designado com esse termo, é pouco mais que uma grande casa de lavoura. A fachada principal possui sete secções, com uma entrada ao centro. Tem três pisos, sendo o superior mais baixo e reservado aos criados. O edifício tem um telhado pouco inclinado em telhas de terracota, o que trai as suas origens mais humildes. Tendo o edifício sido construído como palácio, o telhado devia ter sido ocultado ou ter-lhe sido dada uma proeminência altamente visível ao estilo renascentista francês.